# Hosszúhetény
Hosszúhetény é um município da Hungria, situado no condado de Baranya. Tem 45,27 km² de área e sua população em 2019 foi estimada em 3.383 habitantes.